# ダウニー (カリフォルニア州)
ダウニー（英: Downey）は、アメリカ合衆国カリフォルニア州ロサンゼルス郡南東部にある都市。ロサンゼルス市中心街の南東21 km に位置している。人口は11万4355人（2020年）。

## 歴史
アルタ・カリフォルニアにスペイン人が到着する以前、ダウニーとなった地域にはトングバ族インディアンが住んでおり、スペイン人は彼等のことをガブリエリーノと呼ぶようになった。
スペイン植民地としての歴史は1771年に、カリフォルニア州の歴史史跡にもなっているサンガブリエル・アークエンジェル伝道所が設立されたのが始まりだった。この伝道所が設立された土地が今日のロサンゼルス地域の発祥地となっている。
1784年、スペイン総督ペドロ・ファヘスが元軍人のマヌエル・ニエト（1734年-1804年）に土地を特許した。この土地はスペインがカリフォルニアを支配していた時代では最大の土地特許によるものだった。広さ30万エーカー (1,200 km²) に及ぶこの土地は、東はサンタアナ川から西は昔のサンガブリエル川（現在はリオ・ホンドとロサンゼルス川）にまで、北はミッション・ハイウェイ（ほぼウィッティア・ブールバードに相当）から南は太平洋にまで拡がっていた。後にサンガブリエル伝道所の所有地との係争で幾らかは減らされた。スペインによる土地特許の中でカリフォルニアで認められた25か所は、後に権利が継承されなかったメキシコによる土地特許とは異なっていたが、スペイン王室による権利付与と共に放牧を行う許可に類似していた。
ニエトのランチョはその死とともに4人の子供達に渡され、1833年にニエトの承継者がメキシコの知事ホセ・フィゲロアに資産分割を請願するまでそのままだった。初めのランチョの北西部は現在のダウニーとノーウォークがある地域であり、ランチョ・サンダガートルードとして、マヌエル・ニエトの息子アントーニオ・ニエトの未亡人であるホセファ・コタに継承を認められた。ランチョ・サンダガートルードは広さ21,000エーカー (84 km²) あってこの時でも広大なものであり、ロサンゼルスのプエブロ（町）より東では社会生活の中心だったニエトの家産があった。
米墨戦争が終わった1848年、カリフォルニオのランチョの多くは、アメリカ合衆国のマニフェスト・デスティニー原理に従って西部に移住し、地位のあるスペイン系カリフォルニオの家庭と婚姻を結んだ裕福なイングランド系アメリカ人のものになっていった。
ダウニーの町は南北戦争時のカリフォルニア知事ジョン・G・ダウニーによって設立され命名された。知事のダウニーはリオ・ホンドとサンガブリエル川の間で購入した土地を分割した。1873年にサザン・パシフィック鉄道がこの地を通り、1940年頃まで地域の農夫は穀物、トウモロコシ、トウゴマおよび果実を育てていた。ダウニーの町は1935年には「オレンジ叢林の町」と表現されていた。
ダウニーは1956年に自治体化し、1964年には認可形態を採った。第二次世界大戦後は農地に代わって郊外住宅と工場が建っていった。最大雇用主は初めバルティ・エアクラフト、後にはノースアメリカン・アビエーション（後のノースアメリカン・ロックウェル、その後ロックウェル・インターナショナルがボーイング社に買収された）となり、その施設はアポロ計画やスペースシャトルに使われたシステムを生産した。ダウニーで続いた70年間の航空宇宙産業は1999年にロックウェルの工場が閉鎖されたときに終焉を迎えた。ロックウェルの元工場はダウニー・ランディングのショッピング用施設、カイザーパーマネンテの病院、公園、宇宙博物館およびダウニー・スタジオに転換された。
ダウニー市の中心近く、レイクウッド・ブールバード（州道19号線）とファイアストーン・ブールバード（元州道42号線）の交差点はかつて世界でも最大級に繁華な交差点だった。州道19号線はパサデナ市とロングビーチの港を繋ぐ幹線道であり、州道42号線はロサンゼルス市とサンディエゴ市を結ぶ昔のスペイン・トレイル・システムの一部だった。
1960年代、町のダウニー・レコードが「ザ・シャンティズ」のサーフィン曲『パイプライン』を録音したことで小さな悪評を蒙った。町の主要公立高校2校がダウニー知事とアール・ウォーレン知事（その後最高裁長官）に因む校名を採用した。
市内にはロサンゼルス郡でも主要な公立リハビリテーション病院であるランチョ・ロス・アミーゴス・ナショナル・リハビリテーション・センターがある。脊髄損傷やポリオ後症候群の治療に果たした革新的な功績で世界に知られる病院である。
2008年のアクションコメディ映画『スモーキング・ハイ』にはダウニーが登場した。フロレンス・アベニューに沿った建物の多くが映画冒頭のドライビングシーンで写された。

## 地理
ダウニーは北緯33度56分17秒 西経118度7分51秒 / 北緯33.93806度 西経118.13083度に位置する。アメリカ合衆国国勢調査局に拠れば、市域全面積は12.6平方マイル (32.6 km2)であり、このうち陸地は12.4平方マイル (32.2 km2)、水域は0.2平方マイル (0.4 km2)で水域率は1.35％である。
ダウニー市の西にはサウスゲイト市、北西にはベルガーデンズ市、北東にはピコリベラ市、東にはノーウォーク市、南にはパラマウント市とベルフラワー市がある。

## 人口動態
以下は2000年の人口統計データである。
| 基礎データ - 人口: 107,323人（2008年推計） - 世帯数: 33,989世帯（2008年推計） - 家族数: 26,001家族 - 人口密度: 3,336.4人/km2（8,641.7人/mi2） - 住居数: 34,759軒 - 住居密度: 1,080.6軒/km2（2,798.8軒/mi2） 人種別人口構成 - 白人: 53.48% - アフリカン・アメリカン: 3.75% - ネイティブ・アメリカン: 0.87% - アジア人: 7.74% - 太平洋諸島系: 0.22% - その他の人種: 29.05% - 混血: 4.89% - ヒスパニック・ラテン系: 57.85% 年齢別人口構成 - 18歳未満: 29.2% - 18-24歳: 9.8% - 25-44歳: 31.2% - 45-64歳: 18.8% - 65歳以上: 11.0% - 年齢の中央値: 32歳 - 性比（女性100人あたり男性の人口） - 総人口: 94.6 - 18歳以上: 89.8 | 世帯と家族（対世帯数） - 18歳未満の子供がいる: 41.8% - 結婚・同居している夫婦: 54.1% - 未婚・離婚・死別女性が世帯主: 15.8% - 非家族世帯: 23.5% - 単身世帯: 19.1% - 65歳以上の老人1人暮らし: 8.1% - 平均構成人数 - 世帯: 3.11人 - 家族: 3.55人 収入と家計 - 収入の中央値 - 世帯: 46,000米ドル（2005年推計） - 家族: 50,017 米ドル - 性別 - 男性: 35,991米ドル - 女性: 28,768米ドル - 人口1人あたり収入: 18,197米ドル - 貧困線以下 - 対人口: 11.1% - 対家族数: 9.3% - 18歳未満: 14.4% - 65歳以上: 7.6% |

ダウニーの人口構成で、キューバ人とキューバ系アメリカ人が1.96％を占め、アメリカ合衆国西部の都市では2番目に高いものとなっている。

## 政府とインフラ

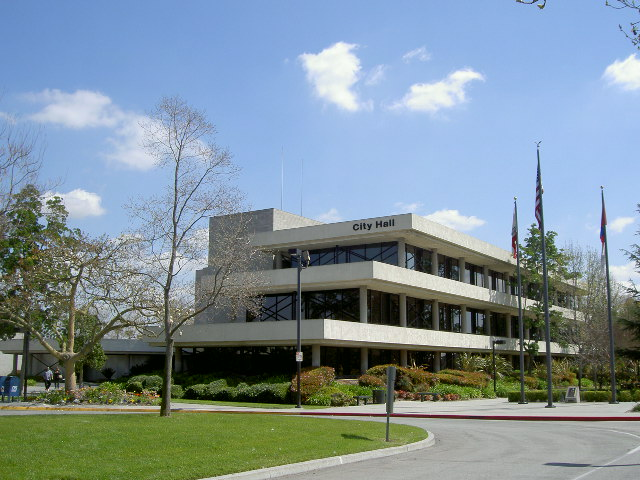
ダウニー市役所

カリフォルニア州議会では、上院の第27および下院の第50、第58選挙区に属している。連邦議会下院ではカリフォルニア州第34選挙区に属し、クック投票動向指数では民主党+23となっている。2010年時点ですべて民主党議員が務めている。
ロサンゼルス郡健康サービス部がウィッティア市にあるウィッティア健康センターを運営しており、ダウニー市民も利用できる。
アメリカ合衆国郵便公社がダウニー郵便局、北ダウニー郵便局、および南ダウニー郵便局を運営している。

## 経済
ダウニーの包括的年間財務報告書2009年版によれば、市内の大きな雇用主トップ10は以下の通りである。
| 順位 | 雇用主                                                               | 従業員数 |
| ---- | -------------------------------------------------------------------- | -------- |
| 1    | カイザーパーマネンテ                                                 | 3,000    |
| 2    | ダウニー 統合教育学区                                                | 2,000    |
| 3    | ストーンウッド・センター                                             | 1,750    |
| 4    | ランチョ・ロス・アミーゴス・ナショナル・リハビリテーション・センター | 1,374    |
| 5    | ダウニー地域医療センター                                             | 955      |
| 6    | コカ・コーラ                                                         | 920      |
| 7    | ロサンゼルス郡教育事務所                                             | 900      |
| 8    | レイクウッドパーク・ヘルスセンター                                   | 325      |
| 9    | イクスペデックス                                                     | 250      |
| 10   | オールアメリカン・ホームセンター                                     | 180      |

## ランドマーク
歴史的マクドナルド・レストラン

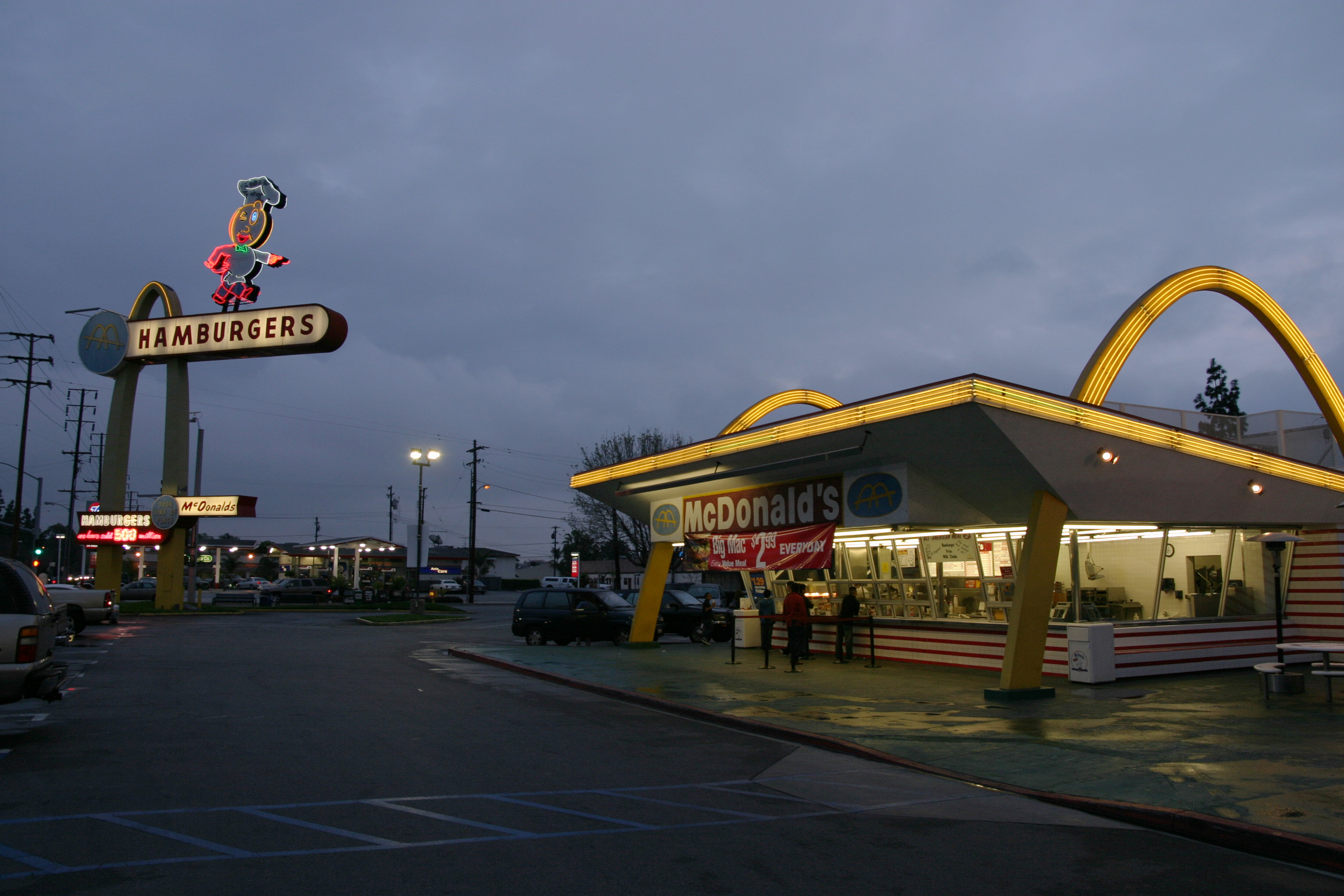
マクドナルドでは最古の営業中店舗、ダウニーのレイクウッド・ブールバードとフロレンス・アベニュー角にある

ダウニーのレイクウッド・ブールバードとフロレンス・アベニュー角10207にある1953年建造のマクドナルド店はマクドナルドの3番目にフランチャイズとなったものであり、現存する中では最古である。歴史保存国家信託の1994年最も危険度の高い歴史史跡リストに掲載されている。ディックとマックのマクドナルド兄弟にレイ・クロックが加わる前の1号店であり、当初のゴールデンアーチや高さ60フィート (18 m) の「スピーディ」アニメネオンサインが残っている。
この店は売上げ不振、1994年ノースリッジ地震による損傷、さらに車に乗ったまま返却できる窓口や室内座席が無かったことで、一旦閉鎖された。しかし、大衆と保存運動家の要求で救われた。マクドナルドはこの店舗の改修に2年間を費やし、再開させた。現在の客は昔からの店舗と隣接するギフトショップと博物館を見ることができる。
タコベル1号店
1962年3月21日、グレン・ベルがダウニーにタコベル1号店をオープンした。
ジョニーズ・ブロイラー
ジョニーズ・ブロイラー（当初はハーベイズ・ブロイラー）はダイブレストラン（酒を出すレストラン）とコーヒーショップだった。この店は映画やテレビドラマに登場し、テレビのコマーシャルや音楽ビデオにも使われた。1958年に完成し、グーギー建築の1例である。ジョニーズ・ブロイラーは南カリフォルニア大衆には良く知られており、その多くは数マイルをドライブしてその広大な敷地を巡回した。レストランは2001年に閉鎖され、以降は中古車販売業者に賃貸された。2007年1月、この賃借人が違法に建物の解体を始めた。建物の解体は止められたが損傷が激しかった。ただし看板は無傷だった。
2008年4月、トーランスのボブズ・ビッグ・ボーイ・レストランのオーナー、ジム・ラウダーがジョニーズ・ブロイラーのオーナーと長期賃貸契約を結んだ。この店はボブズ・ブロイラーとして再建され、古い構造の残っていた部分を新しい店に取り入れた。ボブズ・ビッグ・ボーイ・ブロイラーは現在営業中である。

## 犯罪
ダウニーの2008年における強盗、加重暴行および軽微な窃盗の件数は低下したが、自動車泥棒は10年来の高水準になった。この年、1,231台の自動車が盗まれた。FBIによる犯罪指数では強盗252件、加重暴行172件、強姦24件、夜盗711件、窃盗2,038件となっていた。
反ギャング活動
1980年代後半と1990年代初期、ダウニーではギャングの活動が増加した。今日でも市の南部では活動が続いている。これに対応するためにダウニー市は10歳から20歳までの若者がギャングと距離を置くように奨励する地域に根ざした組織、「グッド」（Gangs Out Of Downey、ダウニーからギャングを追い出すの頭文字）を結成した。グッドは多くの地域社会の行事を組織化することや、様々なスポーツ、放課後の世話、カレッジ入学を目指すが危険な状態にある生徒への奨学金、および若者やその良心のカウンセリングといった活動も行っている。グッドはダウニー警察と密接な連携を取っている。

## 交通
ダウニー市では、州間高速道路105号線がそのメトロの鉄道線と共に市内の南部を走っており、州間高速道路5号線と同605号線は市の東部を通り、州間高速道路710号線は市の直ぐに西側を走っている。
ロサンゼルス郡都市圏交通局（メトロ）が市内のバス便を運行している。またダウニーリンクと呼ばれる市内バスを市が運行している。

## 教育

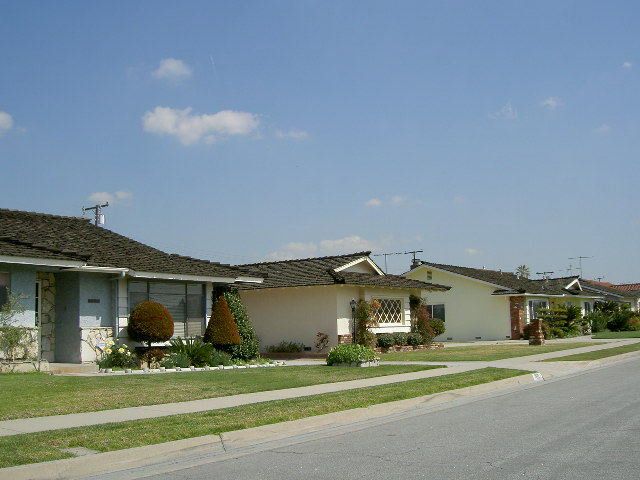
ダウニーの典型的なジンジャーブレッド・ハウス

### 初等・中等教育
ダウニー市はダウニー統合教育学区の管轄範囲にある。公立学校は高校3校、中学4校、小学校5校がある。私立学校は宗教系の5校がある。

### 公共図書館
ダウニー市図書館が市民の用に供している。ダウニーで最初の図書館は1901年に、1898年創設の婦人の社交クラブによって設立された。ロサンゼルス郡公共図書館が1915年9月にダウニー市内に分館を開いた。この分館は数度移転し、最終的に郡市民センターに入っていた。1958年、ダウニー市市政委員会が独自の図書館を創設し、郡のシステムから撤退することを票決した。市の図書サービスはある本屋の背後から始まった。1958年7月1日、市立図書館は元ダウニー小学校でその後市役所と警察署として使われていた建物のカフェテリアにオープンした。恒久的な図書館の建物は1959年12月7日に建設された。186,200ドルの建設費で約16,000平方フィート (1,500 m²) の床面積があり、1平方フィートあたりの建設費は11.97ドルとなった。12月17日に除幕され、18日に開館された。1984年2月、約12,000平方フィート (1,100 m²) の増築が行われた。
ロサンゼルス郡公共図書館の本部はダウニー市内にある。

## 著名な出身者と住人
- 兄妹デュオのザ・カーペンターズは1963年にその家族と共にダウニー転居し、ダウニー高校を卒業した。1970年代にヒット曲を飛ばした時に、2棟のアパートを建設し、これが現在も残っている。5番通りの両側に建っており、2つのヒット曲愛のプレリュード"と"遙かなる影"に因んで名付けられた。家族の家もニュービル・アベニューに残っている。この家は彼等のアルバムナウ・アンド・ゼンのカバーに使われている。
- ウィアード・アル・ヤンコビッチ、ポルカのパロディ奏者、1959年にダウニーで生まれた
- ジェイムズ・ヘットフィールド、バンドメタリカの代表、ダウニーで生まれ育った。メタリカの最初のベース奏者ロン・マクゴブニーはダウニー小学校、東中学校で学び、1981年にダウニー高校を卒業した
- デイブ・アルビン、ロックとカントリー音楽家、ダウニーで生まれ育った。ダウニーを本拠にするロカビリーのバンドThe Blastersを兄弟のフィルと共に結成し、その後カントリー音楽家としてソロ活動を始めた。2009年のアルバムDave Alvin & The Guilty Womenの中にはDowney Girlと呼ぶ曲を書いた。
- アラナ・ユーバック、女優、ダウニーで生まれた
- ドノヴァン・フランケンレイター、サーファー、アコースティックロック音楽家、ダウニーで生まれた
- アリソン・イラヘタ、アメリカン・アイドルシーズン8の出場者、音楽家、ダウニーで育った
- ダークエンジェル、スラッシュメタルバンド、ダウニーで結成された
- ミランダ・コスグローブ、女優、歌手、ニッケルデオンのヒット作iCarlyに出演、ダウニーで育った
- エバン・ロンゴリア、MLBメジャーリーグベースボールの選手、タンパベイ・レイズ、ダウニーで生まれ育った
- ダン・ヘンダーソン、総合格闘家、ダウニーで生まれた
- キミー・ロバートソン、女優、テレビ番組『ツイン・ピークス』のルーシー・モーラン役で知られる、ダウニーで育った
- ジョジョ・スターバックとテリー・ブラッドショー、オリンピック・フィギュアスケート選手、ダウニーで育った